# Kazimierz Zimniewicz
Kazimierz Zimniewicz (ur. 12 lutego 1940, zm. 12 lutego 2024) – polski profesor nauk ekonomicznych.

## Biografia
Długoletni nauczyciel akademicki, związany z Uniwersytetem Ekonomicznym  w Poznaniu w latach 1963–2010, m.in. prorektor w latach 1981-1984. Okresowo pracował równolegle w Wyższej Szkole Zarządzania i Bankowości w Poznaniu; w Wyższej Szkole Komunikacji i Zarządzania w Poznaniu na Wydziale Zarządzania i Ekonomii oraz w Społecznej Akademii Nauk na Wydziale Zamiejscowym w Ostrowie Wielkopolskim.
Jego rozprawa doktorska o znaczeniu gospodarczym i przeobrażeniach organizacyjnych przemysłu drobnego w Polsce powojennej opublikowana była w serii historyczno-społecznej Poznańskiego Towarzystwa Przyjaciół Nauk (1970).
Tytuł profesora uzyskał 17.11.1990 r.
Specjalności naukowe w ramach teorii zarządzania: systematyka koncepcji zarządzania, partycypacja w zarządzaniu, projektowanie systemów zarządzania, systemy zarządzania, zarządzanie ochroną środowiska, zarządzanie przedsiębiorstwem.
Propagował wkład Wielkopolan do nauki organizacji i zarządzania, zwłaszcza dokonania tzw. organiczników wielkopolskich, szczególnie Dezyderego Chłapowskiego z Turwi.
Autor licznych i ważnych artykułów zamieszczanych na łamach „Przeglądu Organizacji”, „Prakseologii”, „Organizacji i Kierowania”, „Współczesnego Zarządzania”, zeszytów naukowych uczelni, z którymi był związany, recenzji, wspomnień; redaktor naukowy wydawnictw zwartych z zakresu organizacji i zarządzania, także ksiąg upamiętniających dokonania współpracowników: Jadwigi Majchrzak - 2008, Tadeusza Mendla - 2003.
Mieszkał w Poznaniu, poza podstawową pracą pasjonował się badaniami regionalnymi, w tym dokonaniami naukowymi swego przodka księdza Franciszka Ksawerego Malinowskiego, XIX-wiecznego proboszcza parafii w Komornikach, wielkiego patrioty, wybitnego lingwisty, współzałożyciela Poznańskiego Towarzystwa Przyjaciół Nauk.

## Życie prywatne
Był żonaty z Aleksandrą Barbarą z domu Wypych, z którą miał syna Szymona (ekonomistę) i córkę Magdalenę.
Został pochowany na cmentarzu parafialnym w Komornikach pod Poznaniem.

## Stanowiska
- prorektor UE w Poznaniu (1981-1984)
- zastępca dyrektora Instytutu Organizacji i Zarządzania UE w Poznaniu
- kierownik Zakładu Projektowania Systemów i Technik Organizatorskich UE w Poznaniu
- kierownik Katedry Systemów i Technik Zarządzania UE w Poznaniu

## Nagrody, wyróżnienia, odznaczenia
- Złoty i Srebrny Krzyż Zasługi
- Medal Komisji Edukacji Narodowej
- Nagroda Twórcza Miasta Kościana

## Działalność pozanaukowa
Współzałożyciel Towarzystwa Miłośników Ziemi Kościańskiej, autor licznych publikacji o historii Kościana, laureata Nagrody Twórczej Miasta Kościana, aktywny społecznik Ziemi Kościańskiej.
Wraz ze Zbigniewem Wielgoszem zredagowali pracę zbiorową „Kościan. Zarys dziejów”, PWN, 1985. Także autor innych publikacji związanych z ziemią kościańską oraz Przemęckim Parkiem Krajobrazowym.

## Ważne publikacje
- Teoria i praktyka zarządzania. Analiza krytyczna, PWE, 2014.
- Myślenie sieciowe w teorii i praktyce, PWE, 2010 (wraz z Anną Piekarczyk),
- Współczesne koncepcje i metody zarządzania, PWE, 1999, 2000, 2003, 2008.
- Techniki zarządzania, PWE, 1991
- Teoria organizacji i zarządzania zarys problematyki, AE, Poznań 1981